# 사우스포트 FC
사우스포트 풋볼 클럽(Southport Football Club)은 잉글랜드 머지사이드주 사우스포트 블로윅을 연고지로 하는 축구 구단이다. 1881년 창단되었으며, 현재 잉글랜드 6부 리그인 내셔널리그 노스에 소속되어 있다.

## 선수 명단

### 현역
참고: FIFA 자격 규정에 따라 소속된 국가대표팀 국기를 표시합니다. 선수는 복수의 FIFA 비회원국 국적을 가지고 있을 수 있습니다.
| 번호 | 포지션 | 국적       | 이름          |
| ---- | ------ | ---------- | ------------- |
| 4    | MF     | 웨일스     | 조쉬 윌리엄스 |
| 8    | MF     | 북아일랜드 | 데이비드 모건 |

| 번호 | 포지션 | 국적 | 이름          |
| ---- | ------ | ---- | ------------- |
| -    | FW     |      | 아서 그나후아 |

## 역대 감독
| 감독      | 임기        |
| --------- | ----------- |
| 빌리 빙엄 | 1965 ~ 1968 |